# Керала Варма II
Керала Варма II — індійський монарх, який правив Кочійським царством.